# Cuvilly
Cuvilly [kyviji] est une commune française située dans le département de l'Oise, en région Hauts-de-France.

## Géographie

### Description

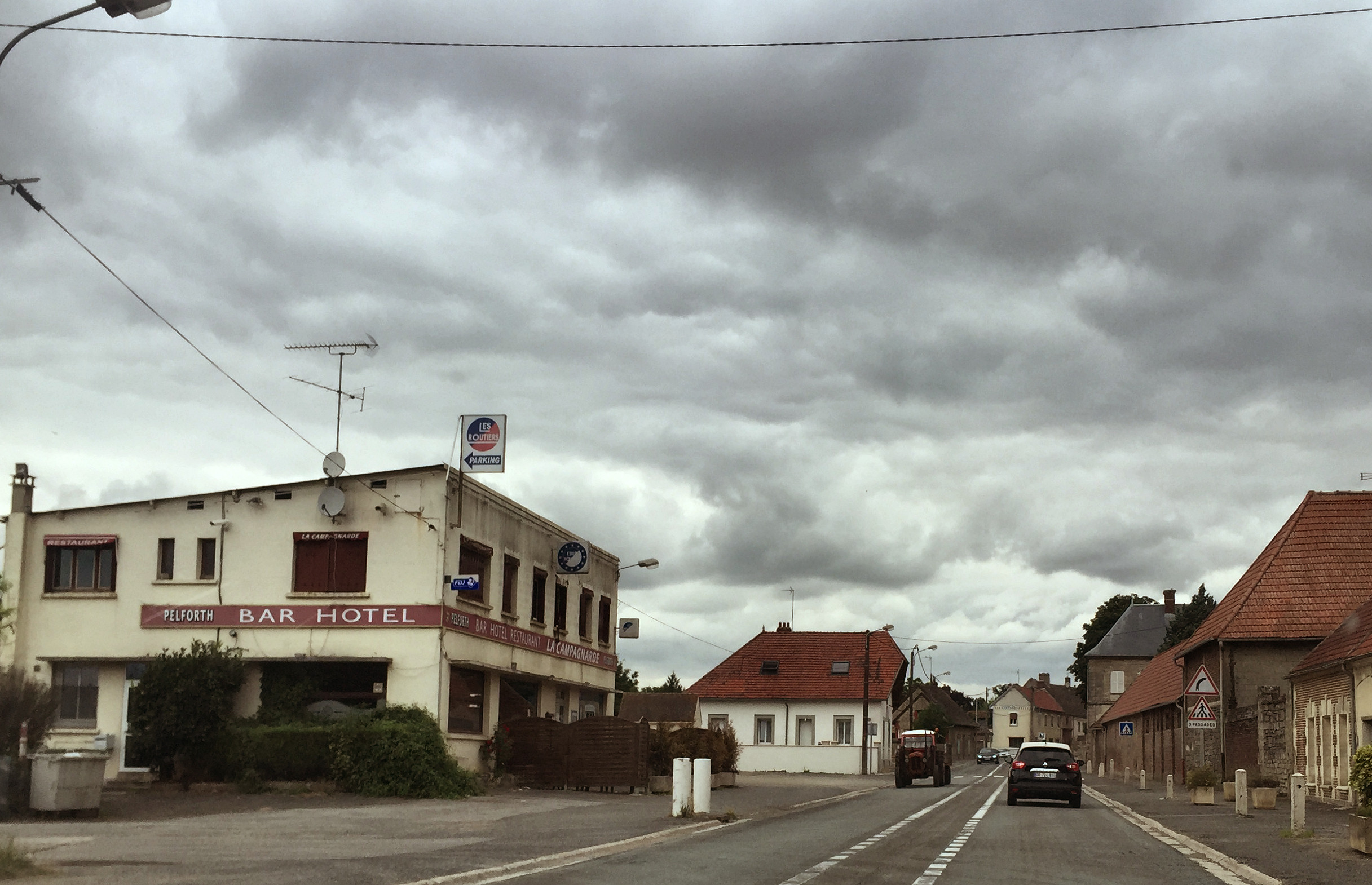
La Route de Flandre en 2016.

Cuvilly est un bourg périurbain du Plateau picard, située du nord du département de l'Oise, à 14 km au sud-est de Montdidier, 18 km au sud-ouest de Roye, 22 km à l'ouest de Noyon, 18 km au nord-ouest de Compiègne et 29 km au nord-est de Clermont.
Le territoire communal est tangenté par l'autoroute A1 et desservi par l'ancienne route nationale 17, dénommée localement Route de Flandre, au carrefour avec l'ancienne route nationale 38 (France) et le tracé initial de l'ancienne route nationale 35 (actuelles RD 1017, 938 et 335).

### Communes limitrophes
| Mortemer | Orvillers-Sorel    |                         |
| Lataule  | Cuvilly            | La Neuville-sur-Ressons |
|          | Gournay-sur-Aronde | Ressons-sur-Matz        |

### Hydrographie
La commune est située dans le bassin Seine-Normandie. Elle n'est drainée par aucun cours d'eau,.

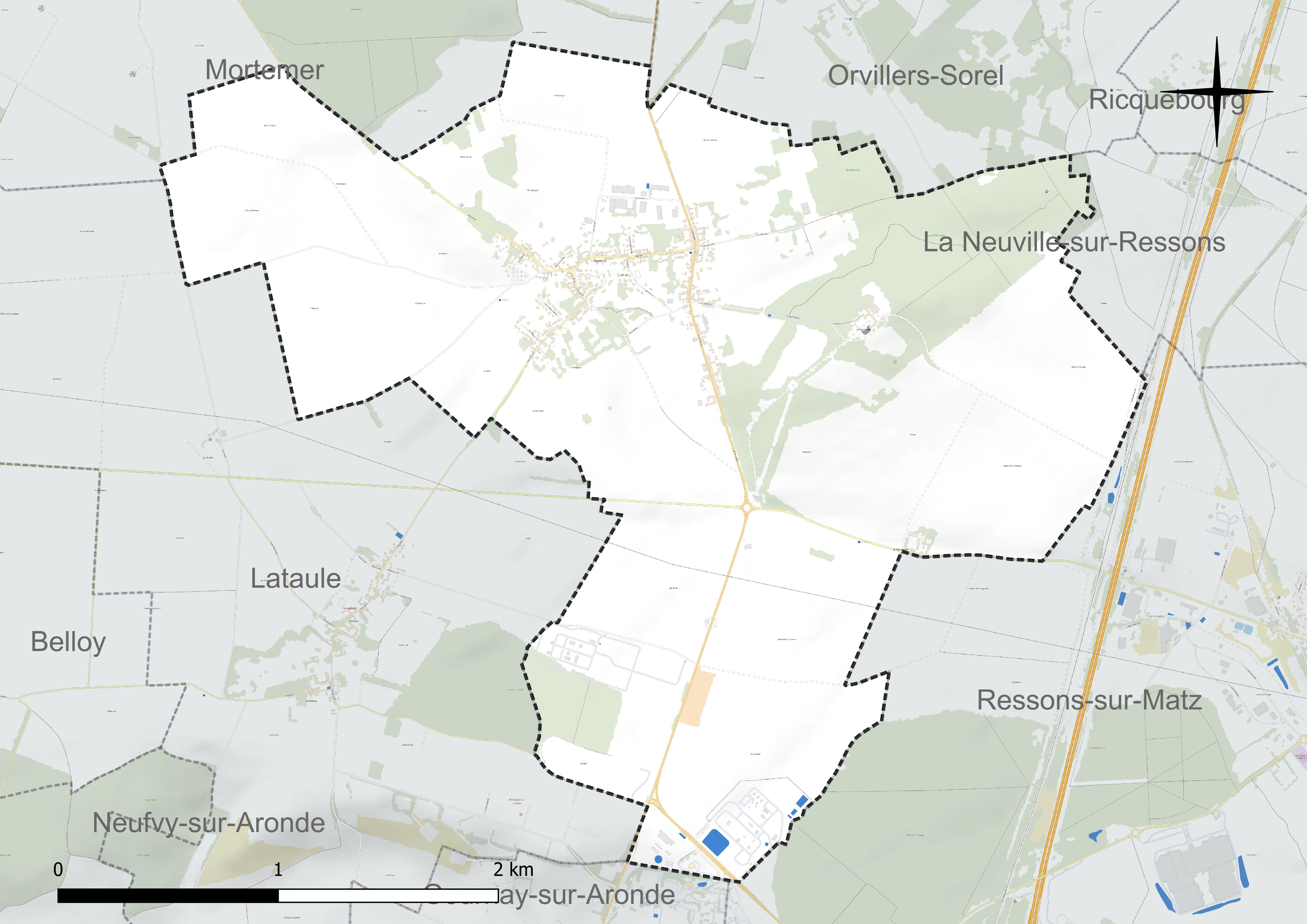
Réseau hydrographique de Cuvilly.

### Climat
Pour des articles plus généraux, voir Climat des Hauts-de-France et Climat de l'Oise.
En 2010, le climat de la commune est de type climat océanique dégradé des plaines du Centre et du Nord, selon une étude du CNRS s'appuyant sur une série de données couvrant la période 1971-2000. En 2020, Météo-France publie une typologie des climats de la France métropolitaine dans laquelle la commune est exposée à un climat océanique et est dans la région climatique Nord-est du bassin Parisien, caractérisée par un ensoleillement médiocre, une pluviométrie moyenne régulièrement répartie au cours de l'année et un hiver froid (3 °C).
Pour la période 1971-2000, la température annuelle moyenne est de 10,6 °C, avec une amplitude thermique annuelle de 14,7 °C. Le cumul annuel moyen de précipitations est de 686 mm, avec 11,1 jours de précipitations en janvier et 8,5 jours en juillet. Pour la période 1991-2020, la température moyenne annuelle observée sur la station météorologique la plus proche, située sur la commune de Godenvillers à 11 km à vol d'oiseau, est de 11,1 °C et le cumul annuel moyen de précipitations est de 701,9 mm,. Pour l'avenir, les paramètres climatiques de la commune estimés pour 2050 selon différents scénarios d'émission de gaz à effet de serre sont consultables sur un site dédié publié par Météo-France en novembre 2022.

## Urbanisme

### Typologie
Au 1er janvier 2024, Cuvilly est catégorisée commune rurale à habitat dispersé, selon la nouvelle grille communale de densité à sept niveaux définie par l'Insee en 2022.
Elle est située hors unité urbaine. Par ailleurs la commune fait partie de l'aire d'attraction de Compiègne, dont elle est une commune de la couronne,. Cette aire, qui regroupe 101 communes, est catégorisée dans les aires de 50 000 à moins de 200 000 habitants,.

### Occupation des sols
L'occupation des sols de la commune, telle qu'elle ressort de la base de données européenne d'occupation biophysique des sols Corine Land Cover (CLC), est marquée par l'importance des territoires agricoles (71,8 % en 2018), en diminution par rapport à 1990 (77,5 %). La répartition détaillée en 2018 est la suivante : 
terres arables (67,1 %), forêts (13,3 %), zones urbanisées (8,3 %), zones industrielles ou commerciales et réseaux de communication (6,6 %), prairies (4,7 %). L'évolution de l'occupation des sols de la commune et de ses infrastructures peut être observée sur les différentes représentations cartographiques du territoire : la carte de Cassini (XVIIIe siècle), la carte d'état-major (1820-1866) et les cartes ou photos aériennes de l'IGN pour la période actuelle (1950 à aujourd'hui).

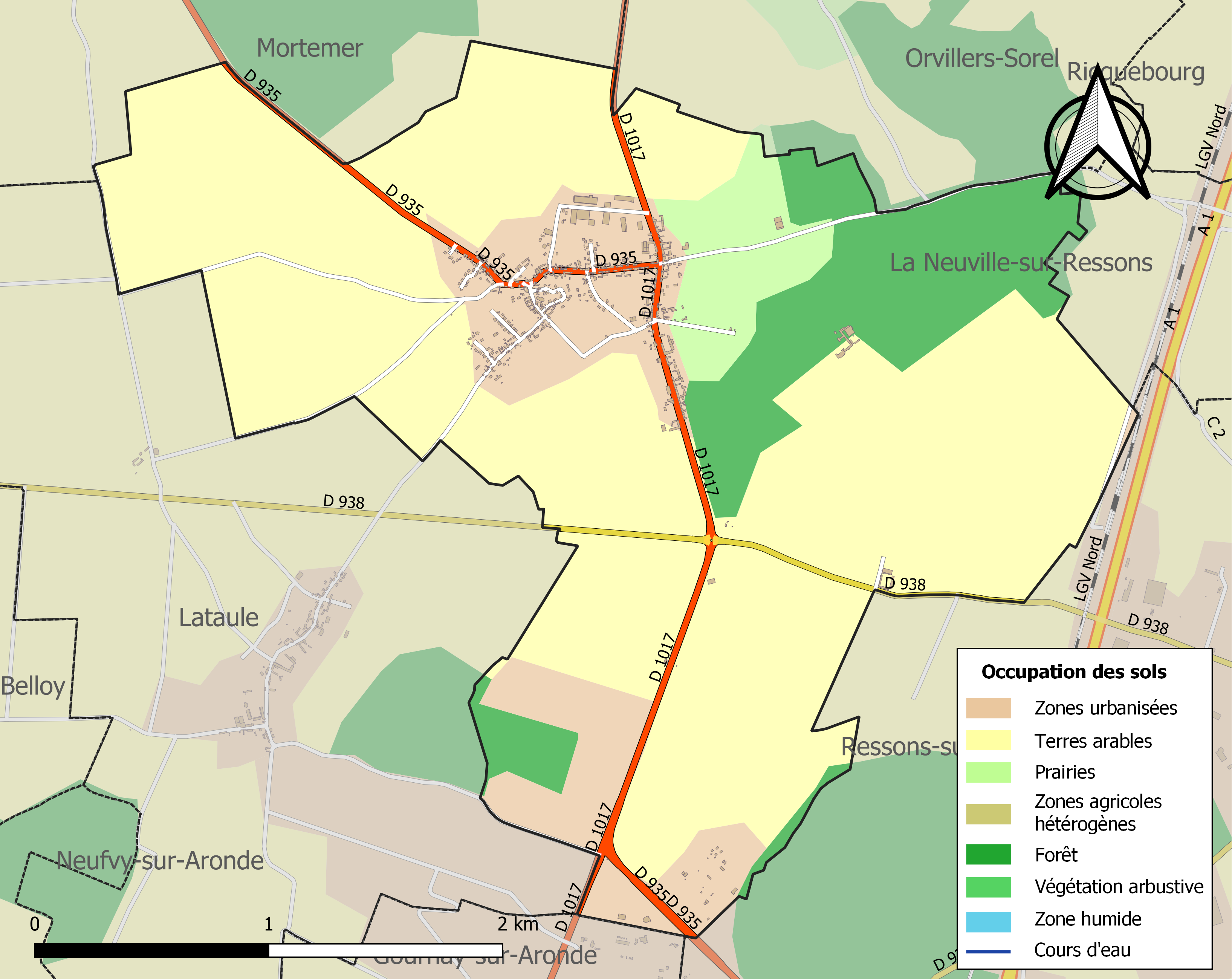
Carte des infrastructures et de l'occupation des sols de la commune en 2018 (CLC).

### Habitat et logement
En 2018, le nombre total de logements dans la commune était de 285, alors qu'il était de 263 en 2013 et de 250 en 2008.
Parmi ces logements, 84,2 % étaient des résidences principales, 2,5 % des résidences secondaires et 13,3 % des logements vacants. Ces logements étaient pour 96,1 % d'entre eux des maisons individuelles et pour 3,5 % des appartements.
Le tableau ci-dessous présente la typologie des logements à Cuvilly en 2018 en comparaison avec celle de l'Oise et de la France entière. Une caractéristique marquante du parc de logements est ainsi une proportion de résidences secondaires et logements occasionnels (2,5 %) supérieure à celle du département (2,5 %) et à celle de la France entière (9,7 %). Concernant le statut d'occupation de ces logements, 83,3 % des habitants de la commune sont propriétaires de leur logement (82,7 % en 2013), contre 61,4 % pour l'Oise et 57,5 pour la France entière.
| Typologie                                               | Cuvilly | Oise | France entière |
| ------------------------------------------------------- | ------- | ---- | -------------- |
| Résidences principales (en %)                           | 84,2    | 90,4 | 82,1           |
| Résidences secondaires et logements occasionnels (en %) | 2,5     | 2,5  | 9,7            |
| Logements vacants (en %)                                | 13,3    | 7,1  | 8,2            |

### Voies de communication et transports
La commune est desservie, en 2023, par les lignes 654, 655, 6301, 6303 et 6334 du réseau interurbain de l'Oise.

## Toponymie
La localité a été désignée comme Cuvelies, Cuvillies, Cuilly, Cuvillières.
Ce nom dérive du bas latin « corulus », devenu en ancien français coudrier, en français moderne  noisetier, et de « villiacum » village, qui signifierait donc  le « village aux noisetiers ».

## Histoire
Cuvilly a tiré sa prospérité de sa situation sur la Route de Flandre. En 1883, Émile Coët indique qu'il  « a perdu de son importance depuis l'établissement des chemins de fer ».
Cuvilly et Séchelles (actuel château à l’est du bourg), constituaient la seigneurie de Séchelles qui a appartenu aux familles de Corbie et de Poix. Arnaud de Corbie (1325-1414), fut chancelier de France à trois reprises sous le règne de Charles VI,. Séchelles est à l'origine du nom de l'archipel des Seychelles via Jean Moreau qui a fait construire un château renaissance à l'emplacement du manoir féodal.
Sous l'Ancien Régime, Cuvilly relevait de l'élection, du bailliage et du grenier à sel de Montdidier.

### Première Guerre mondiale
A la fin de la Première Guerre mondiale, lors de la bataille du Matz, Cuvilly est le lieu de combats acharnés  le 9 juin 1918, où le 295e régiment d'infanterie est décimé et une partie faite prisonnière.

Destructions de 1918
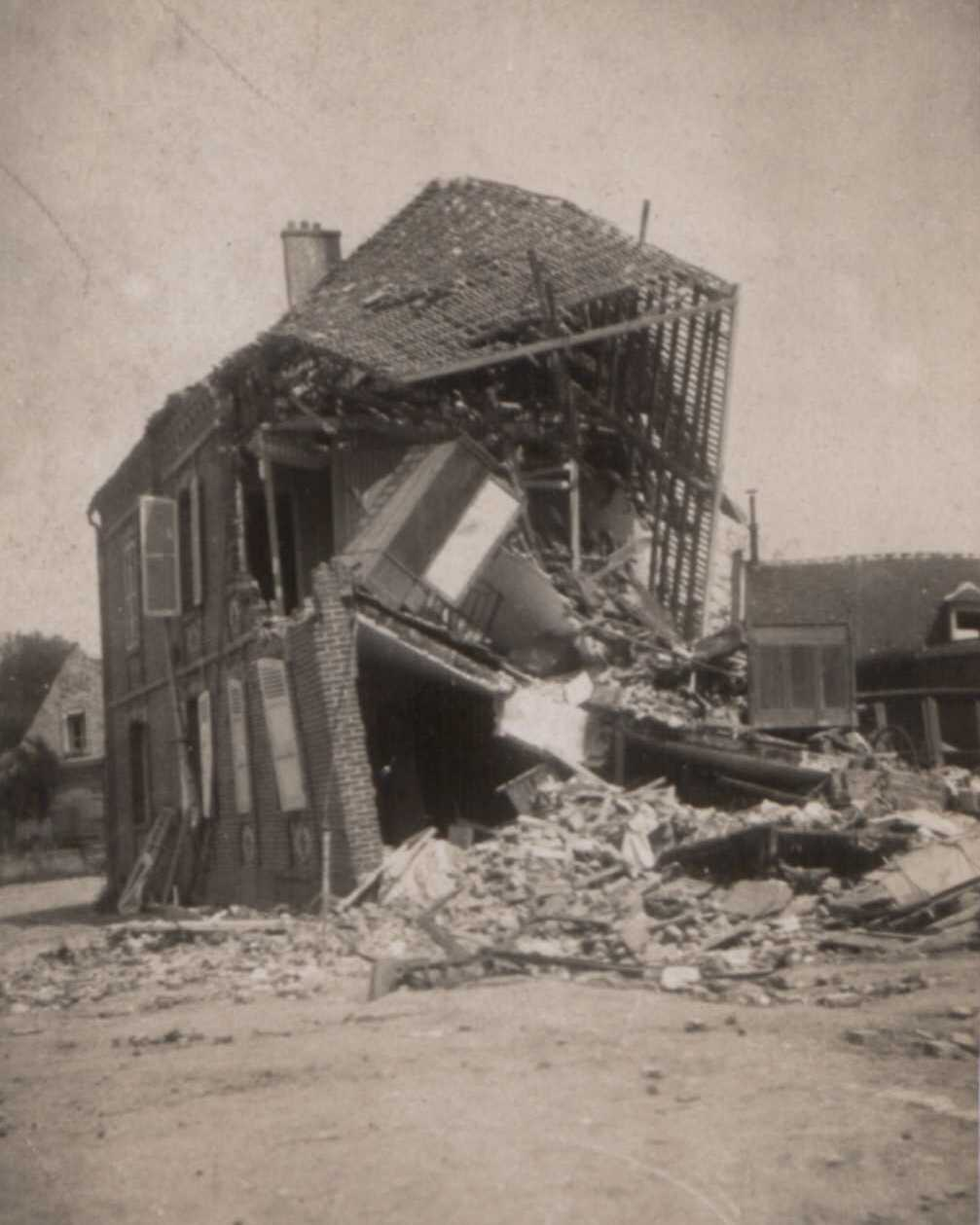
Maison de Cuvilly en ruine, juin 1918
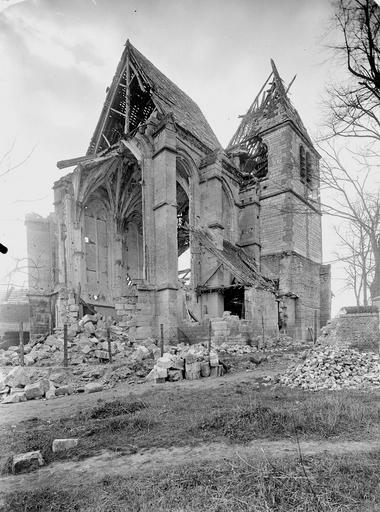
Ruines de l'église après la Guerre (Côté nord)
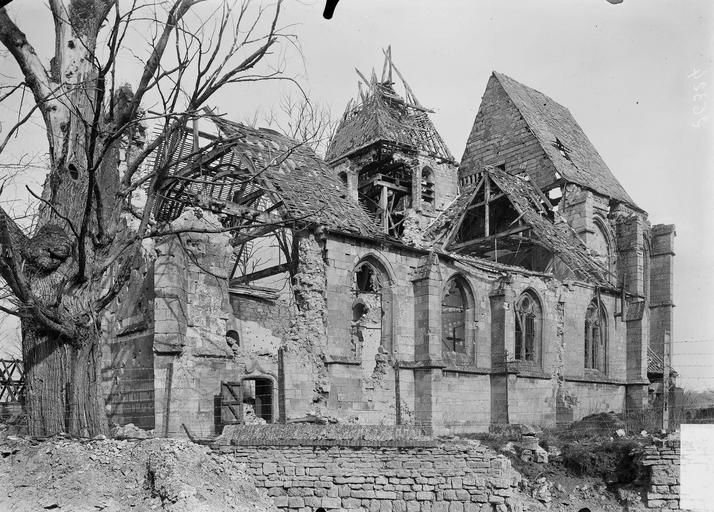
Ruines de l'église après la Guerre (Côté sud)
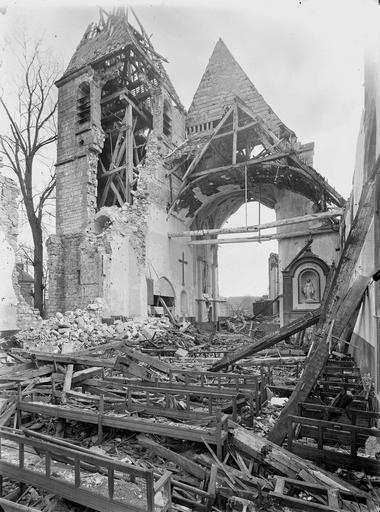
Ruines de l'église après la Guerre (Intérieur)

Le village est considéré comme détruit à la fin de la guerre et a  été décoré de la Croix de guerre 1914-1918, le 21 février 1921.

## Politique et administration

### Rattachements administratifs et électoraux

#### Rattachements administratifs
La commune se trouve dans l'arrondissement de Compiègne du département de l'Oise.
Elle faisait partie depuis 1802 du canton de Ressons-sur-Matz. Dans le cadre du redécoupage cantonal de 2014 en France, cette circonscription administrative territoriale a disparu, et le canton n'est plus qu'une circonscription électorale.

#### Rattachements électoraux
Pour les élections départementales, la commune fait partie depuis 2014 du canton d'Estrées-Saint-Denis
Pour l'élection des députés, elle fait partie de la sixième circonscription de l'Oise.

### Intercommunalité
Cuvilly est membre de la communauté de communes du Pays des Sources, un établissement public de coopération intercommunale (EPCI) à fiscalité propre créé en 1997 et auquel la commune a transféré un certain nombre de ses compétences, dans les conditions déterminées par le code général des collectivités territoriales.

### Liste des maires
| Période                                  | Période                       | Identité                   | Étiquette | Qualité |
| ---------------------------------------- | ----------------------------- | -------------------------- | --------- | --- |
| Les données manquantes sont à compléter. |                               |                            |           | |
|                                          |                               | Arnolphe du Barret de Lime |           | |
| Les données manquantes sont à compléter. |                               |                            |           | |
| 1959                                     | mars 1983                     | Guy Desessart              | CNIP      | Retraité Député de l'Oise (1988) Suppléant du député Marcel Dassault (1978 → 1986) Conseiller général de Ressons-sur-Matz (1961 → 1998) |
| mars 1983                                | octobre 2019                  | Hubert Vecten              |           | Agriculteur Décédé en fonction |
| décembre 2019                            | En cours (au 2 décembre 2021) | Franck Odermatt            |           | Routier Réélu pour le mandat 2020-2026                                                                                                  |

## Équipements et services publics

### Eau et déchets
L'adduction en eau potable est réalisée par le Syndicat d'Eau d'Orvillers-Sorel, qui alimente également Mortemer et Hainvillers.
L'assainissement des eaux usées est réalisée, en 2020, par l'entreprise Suez pour le compte du SIVOM Belloy Cuvilly Lataule.

### Énergie
Cuvilly abrite une importante station d'interconnexion du réseau de transport de gaz naturel en France, ainsi qu'une station de compression de GRTgaz.

### Enseignement
Les enfants de la commune sont scolarisés avec ceux de Belloy, Biermont, Lataule, Mortemer, Orvillers-Sorel et Hainvillers, dans des écoles situés à Cuvilly (classes maternelles + CP) et à Orvillers-Sorel (CE1-CE2-CM1-CM2).

## Population et société

### Démographie

#### Évolution démographique
L'évolution du nombre d'habitants est connue à travers les recensements de la population effectués dans la commune depuis 1793. Pour les communes de moins de 10 000 habitants, une enquête de recensement portant sur toute la population est réalisée tous les cinq ans, les populations de référence des années intermédiaires étant quant à elles estimées par interpolation ou extrapolation. Pour la commune, le premier recensement exhaustif entrant dans le cadre du nouveau dispositif a été réalisé en 2007.

En 2022, la commune comptait 621 habitants, en évolution de −1,74 % par rapport à 2016 (Oise : +0,87 %, France hors Mayotte : +2,11 %).
| 1793 | 1800 | 1806 | 1821 | 1831 | 1836 | 1841 | 1846 | 1851 |
| ---- | ---- | ---- | ---- | ---- | ---- | ---- | ---- | ---- |
| 572  | 509  | 623  | 623  | 726  | 714  | 722  | 777  | 713  |

| 1856 | 1861 | 1866 | 1872 | 1876 | 1881 | 1886 | 1891 | 1896 |
| ---- | ---- | ---- | ---- | ---- | ---- | ---- | ---- | ---- |
| 650  | 615  | 606  | 612  | 592  | 533  | 549  | 540  | 530  |

| 1901 | 1906 | 1911 | 1921 | 1926 | 1931 | 1936 | 1946 | 1954 |
| ---- | ---- | ---- | ---- | ---- | ---- | ---- | ---- | ---- |
| 502  | 509  | 475  | 415  | 475  | 452  | 418  | 416  | 398  |

| 1962 | 1968 | 1975 | 1982 | 1990 | 1999 | 2006 | 2007 | 2012 |
| ---- | ---- | ---- | ---- | ---- | ---- | ---- | ---- | ---- |
| 393  | 388  | 391  | 442  | 462  | 520  | 593  | 604  | 614  |

| 2017 | 2022 | - | - | - | - | - | - | - |
| ---- | ---- | - | - | - | - | - | - | - |
| 637  | 621  | - | - | - | - | - | - | - |

Cuvilly avait vingt-quatre feux en 1469, et cent sept, avec Bellicourt, en 1771.

#### Pyramide des âges
La population de la commune est relativement jeune.
En 2018, le taux de personnes d'un âge inférieur à 30 ans s'élève à 37,5 %, soit au-dessus de la moyenne départementale (37,3 %). À l'inverse, le taux de personnes d'âge supérieur à 60 ans est de 20,2 % la même année, alors qu'il est de 22,8 % au niveau départemental.
En 2018, la commune comptait 317 hommes pour 314 femmes, soit un taux de 50,24 % d'hommes, légèrement supérieur au taux départemental (48,89 %).
Les pyramides des âges de la commune et du département s'établissent comme suit.
| Hommes | Classe d’âge | Femmes |
| ------ | ------------ | ------ |
| 0,6    | 90 ou +      | 1,0    |
| 5,1    | 75-89 ans    | 7,0    |
| 13,0   | 60-74 ans    | 13,8   |
| 21,0   | 45-59 ans    | 20,3   |
| 20,3   | 30-44 ans    | 22,9   |
| 16,2   | 15-29 ans    | 15,4   |
| 23,7   | 0-14 ans     | 19,6   |

| Hommes | Classe d’âge | Femmes |
| ------ | ------------ | ------ |
| 0,5    | 90 ou +      | 1,4    |
| 5,5    | 75-89 ans    | 7,6    |
| 15,6   | 60-74 ans    | 16,3   |
| 20,8   | 45-59 ans    | 20     |
| 19,4   | 30-44 ans    | 19,4   |
| 17,6   | 15-29 ans    | 16,2   |
| 20,6   | 0-14 ans     | 19,1   |

## Culture locale et patrimoine

### Lieux et monuments

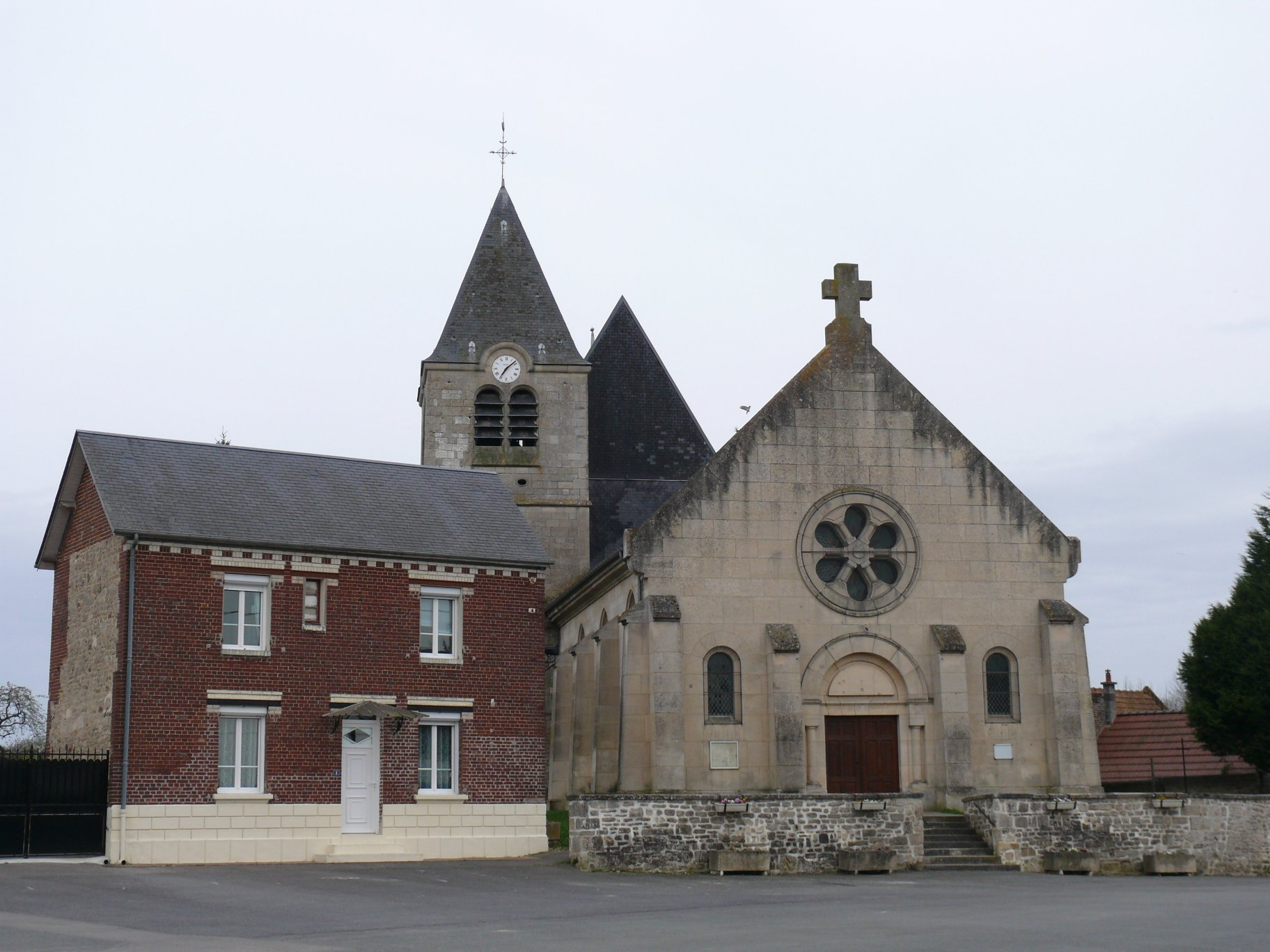
L'église Saint-Éloi.

- Le Verger de Cuvilly (ouverture les week-ends de septembre à novembre ; libre cueillette de pommes).
- L'église Saint-Éloi, située au centre du village, en situation légèrement dominante. Détruite en 1918 pendant la Première Guerre mondiale, elle est reconstruite dans l'entre-deux-guerres, avec un soin particulier en ce qui concerne le clocher et le chœur où sont remployés des éléments de l'ancien édifice, telle que la base du clocher, qui date du XVIe siècle et comprend une petite piscine liturgique. Le chœur est remarquable, d'une hauteur à peine inférieure à celle du clocher et est constitué de deux travées inégales et d'une abside en hémicycle. Sa première travée et le mur sud de la seconde ont échappé aux destructions de la guerre. Le chœur comprend des éléments des styles gothique flamboyant et Renaissance.
La dalle funéraire de Jean de Poix, mort en 1548, est encore visible dans l'église[31].

- Le château de Cuvilly, construit au XVIIIe siècle pour  Jean Moreau de Séchelles, de style classique. Endommagé pendant la Première Guerre mondiale et restauré, c'est une propriété privée qui comprend deux gites de France[13].
- Le monument aux morts, en forme d'obélisque[32]

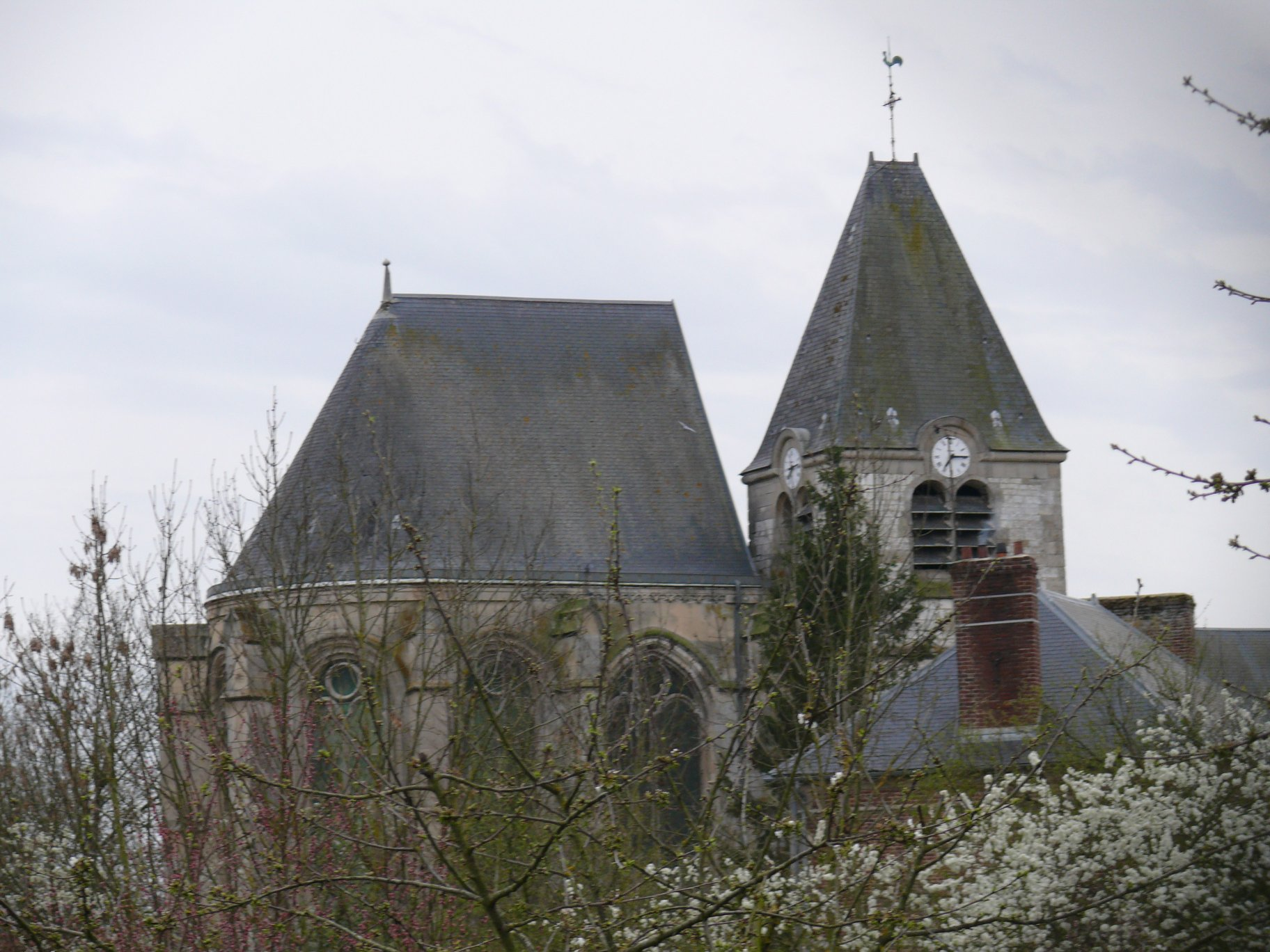
Silhouette de l'église.
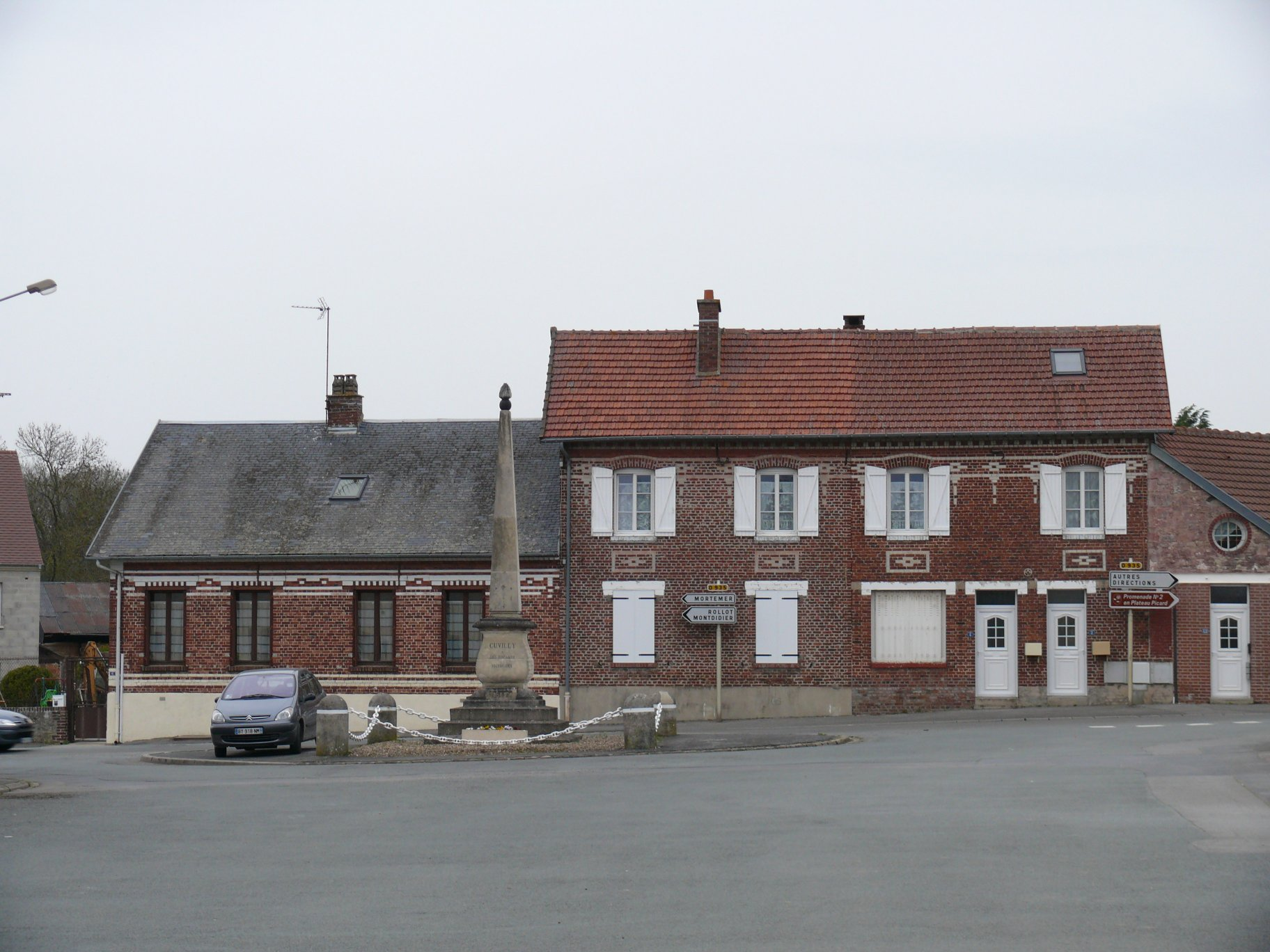
Maison et monument aux morts.
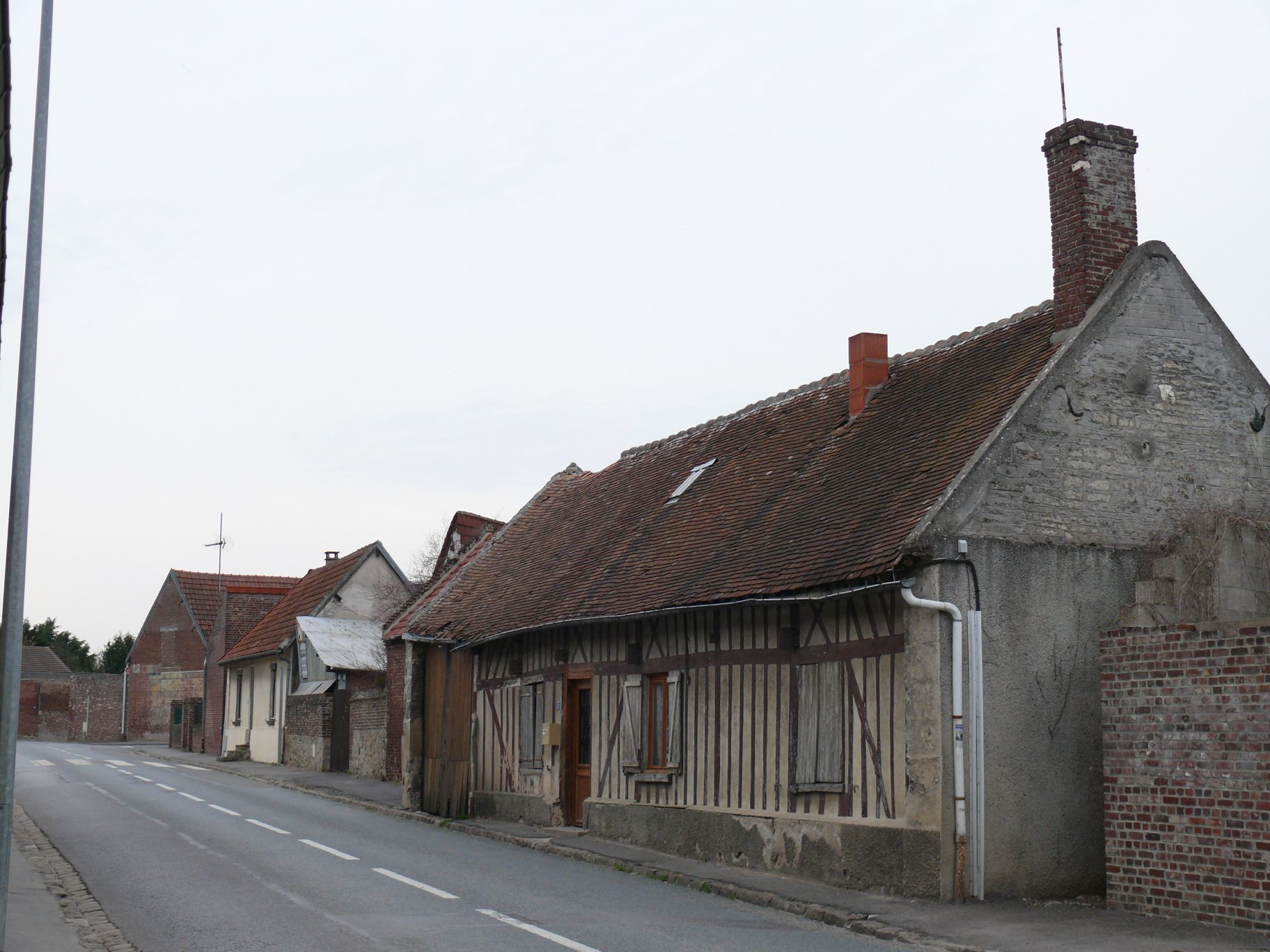
Maison ancienne.

### Personnalités liées à la commune
Le nom de certains seigneurs de Cuvilly nous est parvenu : 
- Mathieu de Séchelles, était en 1322, seigneur de Cuvilly et de Séchelles. Agnès, sa fille, fut mariée à Jacques de Châtillon[14] ;
- Pierre de Séchelles, chevalier, gouverneur d'Artois, était seigneur de Séchelles et d'Ignaucourt en 1348[14] ;
- Jehan Tyrel Ier, prince de Poix, seigneur de Séchelles et de Cuvilly, meurt en 1351[14] ;
- Arnaud de Corbie, seigneur de Cuvilly, est premier président du parlement de Paris à partir de 1384 et chancelier de France à plusieurs reprises[31]. C'est l'un des conseiller des rois Charles V et Charles VI.
- Jean Tyrel II, seigneur des mêmes lieux, épouse Agnès de Séchelles[14] ;
- Leur fils, Pierre de Poix, seigneur de Cuvilly et de Séchelles, épouse Jeanne de Beaumont et eut comme enfants[14] ;
  - Jean de Poix, seigneur de Cuvilly et de Séchelles, marié à Jeanne de Guchangy.
  - Antoine de Poix-Séchelles, petit-fils de Rogues de Poix tué à Azincourt en 1415, épouse Jeanne de Folleville ; 
    - Leur fille, Jeanne de Poix, épouse en 1478, Raoul de Lannoy, soigneur de Morvillers, capitaine de Roye. Devenue veuve, Jeanne de Folleville se remarie avec Hugues de Châtillon-Dampierre.
- Jean de Corbie, évêque de Mende possédait un fief à Cuvilly, qui relevait de la baronnie de Raineval à qui il rend l'hommage féodale en 1410[14] ;
- Jean de Poix II, seigneur de Cuvilly et de Séchelles, épouse Antoinette de Belloy, dont il eut six enfants[14] ;
- Jean de Poix Il, est seigneur de Cuvilly, de Séchelles, d'Epayelles et du fief Séguin. En cette qualité, il rend compte le 20 juin 1539 à Antoine d'Ailly, seigneur de Raineval, de ses possessions. Cet acte mentionne  « mon château, lieu seigneurial de Séchelles est clos de murs et fossés avec la basse-cour amasée de granges, étables, colombier, pressoir bannier, auquel pressoir sont sujets tous ceux qui tiennent les vignobles tenus de moi sur le mont de Séchelles ... ». Époux de Marie de Lannoy[Note 4], il est le père de cinq enfants, dont François de Poix, seigneur de Séchelles, qui épouse et 1548, Jeanne de Cléry et est tué en duel par son frère Georges en 1549, sans laisser d'enfant[14] ;
- Jean IV de Poix, seigneur de Séchelles, Cuvilly et autres lieux, étant de la religion réformée, la seigneurie de Séchelles est saisie en 1568. Il épouse en premières noces Jacqueline de Froissy dont il eut sept enfant, puis en 1574, Catherine de Dampierre ; de ce second mariage, il eut David de Poix, qui épouse en 1604, Isabelle de Brouilly mais meurt sans enfant, laissant comme héritier David de Mazancourt, à la condition qu'il porterait son nom et ses armes[14] ;
- Lors de la vente de la baronnie de Raineval, faite le 13 décembre 1561, par Louis d'Ailly, vidame d'Amiens, à Antoine de Bourbon, roi de Navarre, les terres, château et seigneurie de Séchelles, appartenant à Jean de Poix étaient compris comme un fief dépendant de la baronnie[14] ;
- Marie de Poix, fille de Jean de Poix, épouse un membre de la famille de Beaumont, auquel elle apporte la seigneurie de Séchelles. Son fils .Jean de Beaumont, chevalier, fait au baron de Raineval, relief[Note 5] de la terre et seigneurie de Cuvilly et Séchelles le 4 janvier 1618[14] ;
- Au mois d'avril 1685, la terre de Séchelles est saisie féodalement et vendue à Simon de Berthelot, conseiller, secrétaire du roi. Sa fille Anne Berlhelot, épouse  Louis de Beauvais, chevalier, baron de Gentilly qui, le 9 septembre 1694, fait le relief[Note 5] de là seigneurie de Séchelles[14]. Devenue veuve, elle fait le relief de la terre de Cuvilly en juillet 1703. Le domaine est saisi féodalement et acheté par Nicolas Sandru, conseiller au parlement de Paris, écuyer, secrétaire du roi, qui en donna le dénombrement le 3 mai 1707. Il vend le 30 septembre 1710 la seigneurie de Séchelles à Jean Moreau de Séchelles (1690 - 1761), fils d'un marchand de Paris, et qui devient intendant de l'armée de Flandre, puis contrôleur général des finances ; il ajoute à son nom celui de Séchelles. Il fait démolir le château-fort que Jean de Poix avait fait bâtir en 1550, pour y édifier le château actuel[14] ;
- Moreau de Séchelles, maître des requêtes est emprisonné à la Bastille en mars 1724. Libéré en avril et fut rendu à sa famille, à la condition de ne pas se montrer, mais s'étant produit partout, il est réintégré à la Bastille, le 29 juin suivant. Dans le dénombrement que Moreau-Séchelles fait en 1759 au baron de Mailly-Raineval, il indique: « Les terres et seigneuries de Séchelles, Cuvilly, de la mairie, et du fief Seguin consistent en un château, grand jardin, pressoir et moulin bannaux, terres et prés, bois, champart, poules et chapons et plusieurs autres arrière-fiefs qui en dépendent ». Sa fille Marie-Hélène Moreau-Séchelles, apporte en dot ces biens à Hérault René, chevalier, seigneur de Fontaine-l'Abbé, conseiller d'état, lieutenant général de la police de Paris, qui meurt  en 1760[14] ;

On peut également noter : 
- Sainte Julie Billiart (Née a à Cuvilly  en 1751, morte à  Namur  en 1816), fondatrice des sœurs de Notre-Dame de Namur.